# Stephen Stucker
Stephen Stucker (Des Moines, Iowa, Estados Unidos, 2 de julio de 1947 - Hollywood,  California, 13 de abril de 1986) fue un actor cómico estadounidense que apareció en varias comedias hechas en la década de 1970 y 1980.

## Biografía
Stuchker nació el 2 de julio de 1947 en Des Moines, en el estado de Iowa. Asistió a la Escuela Lincoln en Alameda, California. Durante sus días de escuela Stephen era conocido como un diestro pianista y también como el payaso de la clase, con talento para el humor sarcástico. Se graduó de la secundaria en el año 1965.
Stucker hizo su debut en la gran pantalla al coprotagonizar la comedia sexual de 1975 Madness Carnal donde interpreta a Bruce Wilson, un diseñador de moda gay que escapa de un manicomio con dos compañeros y acaban en una escuela para niñas. En ese mismo año apareció en la película Cracking Up, junto a Fred Willard, Michael McKean y Harry Shearer.
Stucker fue un carismático miembro del elenco de la compañía de comedia Kentucky Fried Theater de Madison, Wisconsin, creada por el trío Zucker, Abrahams and Zucker. Como integrante de esta compañía cómica apareció en el filme del director John Landis The Kentucky Fried Movie, basado en un guion de esta compañía, y más tarde en la comedia Airplane! (en español Aterriza como puedas/¿Y dónde está el piloto?) de 1980, donde interpretó al excéntrico Johnny, papel que retomó en la secuela Airplane II: The Sequel, pero con el nombre de Jacobs. En la primera, los directores le indicaban las líneas básicas de la escena, y dejaban que él idease sus extravagantes réplicas.
En el año 1982 tuvo un papel en tres episodios de la serie Mork y Mindy, y en 1983 apareció en otro film de Landis, Trading Places. En 1984, Stucker representó a un psiquiatra obeso, el Dr. Bender, en la comedia adolescente Bad Manners.
Stucker fue uno de los primeros actores que anunció públicamente que era VIH positivo a principios de los años 1980.
Stephen murió en Hollywood, California a la temprana edad de 38 años debido a las complicaciones derivadas del SIDA, el 13 de abril de 1986. Fue enterrado en el crematorio "Chapel of the Pines", en Los Ángeles.

## Filmografía
| Año  | Película                     | Papel                                      | Notas                              |
| ---- | ---------------------------- | ------------------------------------------ | ---------------------------------- |
| 1975 | Delinquent School Girls      | Bruce Wilson                               | Título alternativo: Carnal Madness |
| 1977 | Cracking Up                  |                                            |                                    |
| 1977 | The Kentucky Fried Movie     | Taquígrafo                                 | Segmento: "Courtroom"              |
| 1980 | Airplane!                    | Johnny                                     |                                    |
| 1982 | Mork & Mindy                 | Billy Vincent                              | 3 episodios                        |
| 1982 | Jimmy the Kid                | Como un vecino                             |                                    |
| 1982 | Airplane II: The Sequel      | Jacobs, el empleado de la sala de tribunal |                                    |
| 1983 | Trading Places               | Jefe de estación                           |                                    |
| 1984 | Growing Pains                | Dr. Bender                                 |                                    |
| 1985 | Hot Resort                   | Bobby Williams                             |                                    |
| 1988 | The Wizard of Speed and Time | Pianista                                   | Publicado póstumamente             |